# Astomella acuta
Astomella acuta är en tvåvingeart som beskrevs av Evert I. Schlinger 1959. Astomella acuta ingår i släktet Astomella och familjen kulflugor.
Artens utbredningsområde är Tanzania. Inga underarter finns listade i Catalogue of Life.